# Liste der Einträge im National Register of Historic Places im Saline County (Illinois)

Lage des Saline County in Illinois

Die Liste der Einträge im National Register of Historic Places im Saline County in Illinois führt alle Bauwerke und historischen Stätten im Saline County auf, welche in das National Register of Historic Places aufgenommen wurden.

## Legende
| NRHP | Historic Place    |
| HD   | Historic District |

## Aktuelle Einträge
| [ 2 ] | Name                                 | Bild                                 | Eintragsdatum        | Lage                                                                            | Ort           | Beschreibung |
| ----- | ------------------------------------ | ------------------------------------ | -------------------- | ------------------------------------------------------------------------------- | ------------- | ------------ |
| 1     | Carrier Mills Archeological District | Carrier Mills Archeological District | 1978 ID-Nr. 78001184 | Entlang des Saline River, südlich von Carrier Mills 37° 39′ 28″ N, 88° 37′ 4″ W | Carrier Mills |              |
| 2     | Eldorado City Hall                   | Eldorado City Hall                   | 1995 ID-Nr. 95001237 | 1604 Locust Street 37° 48′ 44″ N, 88° 26′ 32″ W                                 | Eldorado      |              |
| 3     | Harrisburg City Hall                 | Harrisburg City Hall                 | 1998 ID-Nr. 98001356 | 110 East Locust Street 37° 44′ 20″ N, 88° 32′ 20″ W                             | Harrisburg    |              |
| 4     | Saline County Poor Farm              | Saline County Poor Farm              | 2001 ID-Nr. 00001048 | 1600 Feazel Road 37° 43′ 11″ N, 88° 33′ 15″ W                                   | Harrisburg    |              |